# Landmacht
Eine Landmacht ist ein Staat, dessen Macht im Gegensatz zu einer Seemacht vor allem auf der Stärke seiner Landstreitkräfte beruht.
Landmächte waren zum Beispiel im Altertum die altorientalischen Reiche, Sparta, Makedonien oder das römische Reich in seiner Frühzeit. Im Mittelalter war das Heilige Römische Reich eine Landmacht und in der Neuzeit Österreich-Ungarn, Preußen oder Russland. In der Geopolitik wird beispielsweise diskutiert, ob eher eine Landmacht oder eine Seemacht geopolitisch vorherrschen kann. Das Begriffspaar ist etwa Kernstück der Heartland-Theorie.
Offizielle Bezeichnung für das Heer der Niederlande ist Koninklijke Landmacht.